# Захаров Павло Миколайович
Павло́ Микола́йович Заха́ров (1998—2022) — молодший сержант Збройних сил України, відзначився у ході російського вторгнення в Україну.

## Життєпис
Народився 3 серпня 1998 року в селищі Катеринопіль Черкаської області. Навчався у Катеринопільській загальноосвітній школі № 2, закінчив місцеву музичну школу, Мокрокалигірське професійне училище.
Проходив строкову службу в лавах Збройних Сил України, по закінченню якої продовжив військову службу за контрактом.
Під час російського вторгнення в Україні в 2022 році загинув 25 лютого 2022 року у ході оборони м. Маріуполя..

## Нагороди
- орден «За мужність» III ступеня (2022, посмертно) — за особисту мужність і самовіддані дії, виявлені у захисті державного суверенітету та територіальної цілісності України, вірність військовій присязі.

Нагороду вручено батькам Павла Захарова у листопаді 2022 року.